# Dekanat Ozimek
Dekanat Ozimek – jeden z 36 dekanatów w rzymskokatolickiej diecezji opolskiej.
W skład dekanatu wchodzi 13 parafii:
- parafia Niepokalanego Poczęcia Najświętszej Maryi Panny → Chrząstowice
- parafia Narodzenia Najświętszej Maryi Panny → Dębie
- parafia Św. Anny i św. Jadwigi → Dębska Kuźnia
- parafia Św. Antoniego → Dylaki
- parafia Matki Boskiej Częstochowskiej i św. Wojciecha → Grodziec
- parafia Św. Michała Archanioła → Kotórz Wielki
- parafia Św. Małgorzaty Męczennicy → Krasiejów
- parafia Najświętszego Serca Pana Jezusa → Krośnica
- parafia Św. Jana Chrzciciela → Ozimek
- parafia Opatrzności Bożej → Raszowa
- parafia Matki Bożej Różańcowej → Schodnia
- parafia Podwyższenia Krzyża Świętego → Suchy Bór
- parafia Św. Mikołaja → Szczedrzyk